# 紀元前815年
紀元前815年（きげんぜん815ねん）は、西暦による年。

## 他の紀年法
- 干支 : 丙戌
- 中国
  - 周 - 宣王13年
  - 魯 - 懿公元年
  - 斉 - 文公元年
  - 晋 - 献侯8年
  - 秦 - 荘公7年
  - 楚 - 熊徇7年
  - 宋 - 恵公16年
  - 衛 - 釐侯40年
  - 陳 - 釐公17年
  - 蔡 - 夷侯23年
  - 曹 - 戴伯11年
  - 燕 - 釐侯12年
- 朝鮮
  - 檀紀1519年
- ユダヤ暦 : 2946年 - 2947年
- アッシリア暦 : 3936年
- 人類紀元 : 9186年